# Teodor d'Antida
Teodor d'Antida o Andida, o més correctament Sandida, en llatí Theodorus, en grec antic Θεόδωρος, fou un arquebisbe de Sandida (esmentat erròniament com Antida o Andida) a Pamfília de la qual Perge n'era la capçalera i la seu de l'arquebisbat.
Va viure segurament al segle x, ja que se sap que era posterior a Foci. Va escriure una Expositio Missae de la que Lleó Al·laci en reprodueix uns fragments.